# Musica Poetica
Mit dem Begriff Musica Poetica bezeichnete man in der Musiktheorie des 16. und 17. Jahrhunderts die Komposition.
In Anlehnung an Aristoteles unterschied man zwischen Musica theoretica, Musica practica und Musica poetica. Das Wort poetica meinte dabei nicht die Dichtkunst, sondern die Poiesis, die Herstellung. Der Begriff erscheint zuerst in den Rudimenta musicae (Wittenberg, 1533) von Nikolaus Listenius, dann als Werktitel bei Heinrich Faber (1548), Joachim Burmeister (1606), Johann Andreas Herbst (1643), Carl Orff u. a.
Die Musica Poetica unterteilt sich wiederum in Sortisatio und Compositio. Während es für Sortisatio verschiedene Beispiele (Villanellen, Cantica Rustica, Bawrenlieder) gibt, wird Compositio nur als Contrapunkt aufgeführt.